# Pieter Both (Berg)
Der Berg Pieter Both ist nach dem ersten Generalgouverneur Pieter Both von Niederländisch-Ostindien benannt, hat eine Höhe von 820 Meter und ist damit zweithöchster Berg von Mauritius nach dem acht Meter höheren Piton de la Petite Rivière Noire. Auf der Westseite des Berges befindet sich die Hauptstadt der Insel, Port Louis, auf der Ostseite Crève Coeur.
Er ist eine der landschaftlichen Sehenswürdigkeiten auf Mauritius. Es sieht so aus, als balanciere der Berg einen ballförmigen Stein auf seiner Spitze. Der Berg ist von vielen Stellen im Norden von Mauritius gut zu sehen, besonders schön aus dem botanischen Garten Sir Seewoosagur Ramgoolam Botanical Garden auch kurz nach dem naheliegenden Ort Pamplemousses genannt.

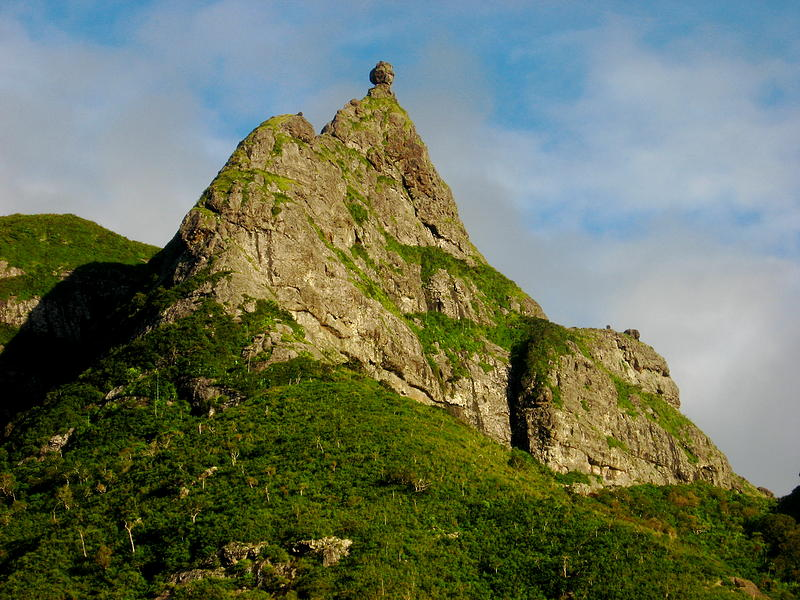
Pieter Both

Der Berg gilt als Nationalsymbol. Dieser ist u. a. in einem offiziellen Logo der Insel, aber auch auf Briefmarken zu finden.

## Sagen und Mythen
Um die markante Felsformation ranken sich verschiedene Sagen und Mythen.
So heißt es im Volksmund, solange der runde Stein dort oben auf der Spitze des Berges verweile, gehe es Mauritius gut.
Bis zur Unabhängigkeit im Jahre 1968 hieß es, die britische Regierung würde Mauritius erst dann in die Unabhängigkeit entlassen, wenn der Stein herunterfallen würde.
Anderen Quellen zufolge sah ein Milchmann namens Santaka aus Crève Coeur eines Tages Feen auf dem Berg tanzen, nachdem er vor einem Regenschauer Schutz suchend unter einem Fels eingeschlafen war. Er versprach ihnen, das Geheimnis für sich zu behalten. Von nun an beeilte er sich, die Milch möglichst schnell auszuliefern, um lange dem Tanz der Feen zusehen zu können. Seine Freunde bemerkten seine Verhaltensänderung und sprachen ihn darauf an. Als er sein Versprechen brach und von den Feen berichtete, verwandelten diese ihn in Stein und setzen ihn auf die Spitze des Berges.
Ebenso heißt es, bei dem markanten Stein handele es sich um den Kopf eines Hirtenjungen, der sich entgegen der Anweisung der auf dem Berg hausenden Feen auf die verbotene Seite des Berges begeben hatte, um ein entlaufenes Schaf einzufangen, und zur Strafe von den Feen versteinert wurde.